# Angela Featherstone
Angela Eileen Featherstone (Hamilton, 3 de abril de 1965) es una actriz canadiense. Es conocida por interpretar a Linda, la exnovia de Adam Sandler en The Wedding Singer.
Más recientemente interpretó el papel de Jame on Girls/HBO. Ella ha creado sitcoms para Sony, DreamWorks y NBC, y escribió no ficción para revistas como Time, Jane, Flare, The Huffington Post, One45Everyday y el DAME Magazine. 
Angela es instructora adjunto en el Professional Producing Program and lectures on issues of PTSD de la UCLA 2015 y conferencias sobre temas de trastorno de estrés postraumático, abuso de menores, y el trauma de curación.

## Filmografía

### Cine
| Año  | Título                  | Personaje                | Notas           |
| ---- | ----------------------- | ------------------------ | --------------- |
| 1988 | Frantic                 | Extra                    | No acreditada   |
| 1992 | Army of Darkness        | Muchacha en S Mart       | No acreditada   |
| 1994 | Dark Angel: The Ascent  | Veronica                 | Directo-a-Vídeo |
| 1995 | The Pompatus of Love    | Besadora en Times Square |                 |
| 1996 | Illtown                 | Lilly                    |                 |
| 1997 | Con Air                 | Ginny                    |                 |
| 1998 | Zero Effect             | Jess                     |                 |
| 1998 | The Wedding Singer      | Linda                    |                 |
| 1999 | 200 Cigarettes          | Caitlyn                  |                 |
| 1999 | Rituals and Resolutions | Mirabell                 | Corto           |
| 2000 | Takedown                | Julia                    |                 |
| 2000 | The Guilty              | Tanya Duncan             |                 |
| 2000 | Skipped Parts           | Delores                  |                 |
| 2000 | Ivans Xtc               | Amanda Hill              |                 |
| 2001 | Soul Survivors          | Raven                    |                 |
| 2002 | Pressure                | Amber                    |                 |
| 2002 | One Way Out             | Gwen Buckley             |                 |
| 2003 | Reeseville              | Judith Meyers            |                 |
| 2006 | Mother                  | Carolyn                  | Corto           |
| 2006 | Love Hollywood Style    | Cathy Sherman            |                 |
| 2008 | What Doesn't Kill You   | Katie                    |                 |
| 2009 | El solista              | Commuter #1              | No acreditada   |
| 2010 | Beneath the Dark        | Sandy                    |                 |
| 2016 | My Dead Boyfriend       | Norma                    |                 |

### Televisión
| Año       | Título                             | Personaje            | Notas                          |
| --------- | ---------------------------------- | -------------------- | ------------------------------ |
| 1991      | The Kids in the Hall               | Strip Club On-looker | Episodio: "Episode #3.1"       |
| 1993      | Northern Exposure                  | Carla                | Episodio: "Jaws of Life"       |
| 1994      | New York Undercover                | Angela Mancini       | Episodio: "Garbage"            |
| 1995      | The Wright Verdicts                | Michelle Farnon      | Episodio: "Sins of the Father" |
| 1995      | Family of Cops                     | Jackie Fein          | Película de televisión         |
| 1997      | Breach of Faith: Family of Cops II | Jackie Fein          | Película de televisión         |
| 1997      | Friends                            | Chloe                | 2 Episodios                    |
| 1997–1999 | Cracker                            | Det. Hannah Tyler    | 14 Episodios                   |
| 1998      | Seinfeld                           | Cindy                | Episode: "The Maid"            |
| 2000      | Jack & Jill                        | Lucy                 | 3 Episodios                    |
| 2000      | Providence                         | Andi Paulsen         | 9 Episodios                    |
| 2002      | Federal Protection                 | Leigh Kirkindall     | Película de televisión         |
| 2003      | Dragnet                            | Amy Halsted          | Episode: "Let's Make a Deal"   |
| 2003      | The Twilight Zone                  | Kate Graham          | Episodio: "Burned"             |
| 2003–2004 | The Guardian                       | Suzanne Pell         | 10 Episodios                   |
| 2006      | Caved In: Prehistoric Terror       | Samantha Palmer      | Película de televisión         |
| 2006–2009 | Exes and Ohs                       | Kris                 | 14 Episodios                   |
| 2010      | Huge                               | Teal                 | 2 Episodios                    |
| 2013      | Girls                              | Jame                 | Episodio: "Bad Friend"         |
| 2016      | Ray Donovan                        | Paciente mental      | Episodio: "The Texan"          |